# USS Cochino (SS-345)
El USS Cochino (SS-345) fue un submarino de la clase Balao en servicio con la Armada de los Estados Unidos de 1945 a 1949. Se hundió después de la explosión de una batería eléctrica frente a Noruega, el 26 de agosto de 1949. Cochino recibió su nombre del cochino, un pez ballesta que se encuentra en el Atlántico.
El USS Cochino es uno de los cuatro submarinos de la Armada de los Estados Unidos que se han perdido desde el final de la Segunda Guerra Mundial. Los otros son el USS Stickleback, el USS Thresher y el USS Scorpion.

## Hundimiento

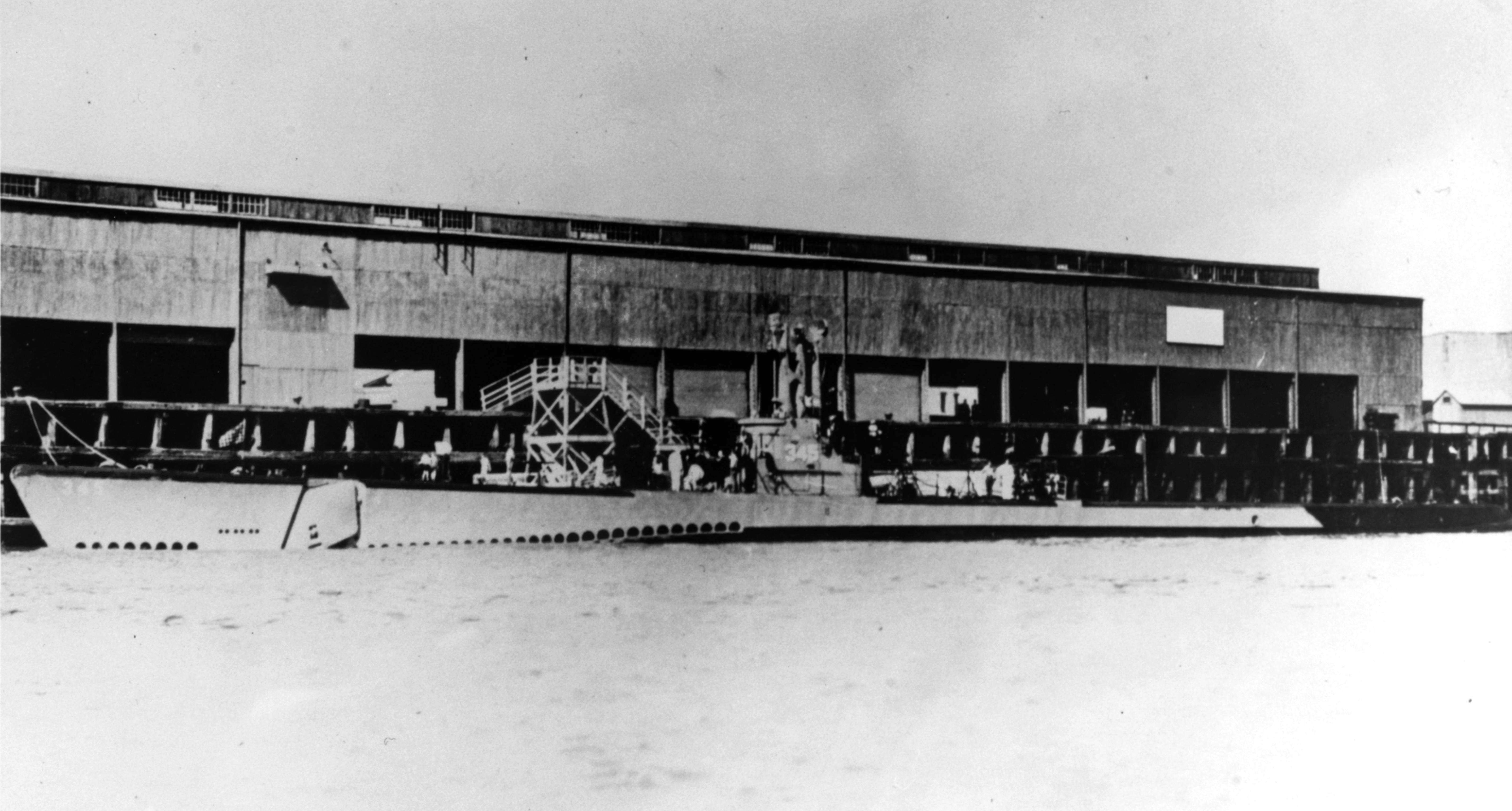
El USS Cochino en torno al año 1946.

El 25 de agosto de 1949, el USS Cochino se topó con una violenta tormenta polar frente a Noruega. Las enormes olas golpearon el snorkel de los submarinos con tanta violencia y sacudieron el barco con tanta fuerza que el golpe provocó un incendio eléctrico y una explosión de la batería, seguido de la liberación de gas hidrógeno mortal. Desafiando las condiciones climáticas más adversas, los hombres del Cochino y del submarino USS Tusk que lo acompañaba, lucharon para salvar el submarino durante 14 horas, realizando actos de hábil marinería y gran coraje en los mares helados y azotados por tormentas. Sin embargo, una segunda explosión de la batería el 26 de agosto hizo que "Abandonar el barco" fuera la única orden posible, y después de que la tripulación realizó un peligroso traslado con cuerda al Tusk, el Cochino abandonado se hundió a 71°35′N 23°35′E. La única víctima mortal del Cochino fue un civil de la Oficina de Naves, el técnico Robert W. Philo, arrastrado por la borda por una ola helada. El Tusk perdió a seis de sus propios hombres por la misma causa en el intento de salvar el Cochino.
Cochino fue eliminado de la Lista de buques navales el 27 de octubre de 1949.